# Cyamops samoënsis
Cyamops samoënsis är en tvåvingeart som beskrevs av Baptista och Wayne N. Mathis 2000. Cyamops samoënsis ingår i släktet Cyamops och familjen savflugor.
Artens utbredningsområde är Samoa. Inga underarter finns listade i Catalogue of Life.